# T-ara Japan Tour 2012: Jewelry Box
T-ara Japan Tour 2012: Jewelry Box (estilizado como T-ARA JAPAN TOUR 2012～Jewelry Box～) foi a primeira turnê japonesa do girl group sul-coreano T-ara, para promover seu primeiro álbum de estúdio em japonês, Jewelry Box (2012). A turnê iniciou em 19 de junho de 2012, no Aichi Prefectural Arts Theater, em Nagoia, e terminou em 26 de julho, no Nippon Budokan, em Tóquio.

## Datas da turnê
| Data                | Cidade  | País  | Local                                 |
| ------------------- | ------- | ----- | ------------------------------------- |
| 19 de junho de 2012 | Nagoia  | Japão | Aichi Prefectural Arts Theater        |
| 20 de junho de 2012 | Nagoia  | Japão | Aichi Prefectural Arts Theater        |
| 22 de junho de 2012 | Osaka   | Japão | Osaka International Convention Center |
| 23 de junho de 2012 | Osaka   | Japão | Osaka International Convention Center |
| 24 de junho de 2012 | Osaka   | Japão | Osaka International Convention Center |
| 25 de junho de 2012 | Fukuoka | Japão | Fukuoka Sun Palace Hotel and Hall     |
| 26 de junho de 2012 | Fukuoka | Japão | Fukuoka Sun Palace Hotel and Hall     |
| 28 de junho de 2012 | Sendai  | Japão | Zepp Sendai                           |
| 30 de junho de 2012 | Sapporo | Japão | Zepp Hokkaido                         |
| 25 de julho de 2012 | Tóquio  | Japão | Nippon Budokan                        |
| 26 de julho de 2012 | Tóquio  | Japão | Nippon Budokan                        |